# Municipio de Grove Lake
El municipio de Grove Lake (en inglés: Grove Lake Township) es un municipio ubicado en el condado de Pope en el estado estadounidense de Minnesota. En el año 2010 tenía una población de 255 habitantes y una densidad poblacional de 2,92 personas por km².

## Geografía
El municipio de Grove Lake se encuentra ubicado en las coordenadas 45°37′45″N 95°11′6″O / 45.62917, -95.18500. Según la Oficina del Censo de los Estados Unidos, el municipio tiene una superficie total de 87.39 km², de la cual 84,31 km² corresponden a tierra firme y (3,52 %) 3,08 km² es agua.

## Demografía
Según el censo de 2010, había 255 personas residiendo en el municipio de Grove Lake. La densidad de población era de 2,92 hab./km². De los 255 habitantes, el municipio de Grove Lake estaba compuesto por el 97,25 % blancos, el 1,18 % eran de otras razas y el 1,57 % eran de una mezcla de razas. Del total de la población el 1,18 % eran hispanos o latinos de cualquier raza.